# Nikolaï Fadeïetchev
Nikolaï Borissovitch Fadeïetchev (Никола́й Бори́сович Фаде́ечев; en anglais Fadeyechev), né le 27 janvier 1933 à Moscou et mort le 23 juin 2020 à Moscou, est un danseur classique russe et pédagogue du Bolchoï. Il a été nommé artiste du peuple d'URSS en 1976 et il est lauréat du prix Nijinski en 1958.

## Biographie
Nikolaï Fadeïetchev est diplômé de l'École chorégraphique de Moscou en 1952 dans la classe d'Alexandre Roudenko. Pour son spectacle de diplôme, il danse des rôles principaux de Casse-Noisette aux côtés de Marina Kondratieva. Il est aussitôt engagé dans le ballet du Bolchoï où il est nommé soliste en moins de deux ans comme se souvient Marina Kondratieva: « Tout le parcours créatif de Kolia s'est déroulé sous mes yeux. Bien sûr, nous avons commencé avec le corps de ballet; mais Kolia s'est rapidement démarqué par ses dons uniques, son talent et son travail acharné... Il est difficile d'imaginer un partenaire plus adéquat. C'étaitun porteur parfait: il « tenait » parfois même pas avec les mains, mais avec un seul doigt. Et il n'y a jamais eu à se soucier des pirouettes ou des figures. Nikolaï a toujours montré la ballerine de manière gagnante, l'ombrageant de sa noblesse exceptionnelle. »

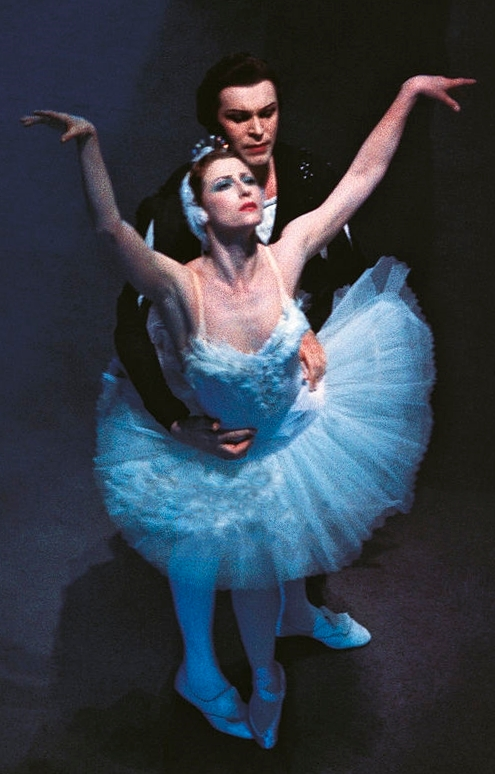
Fadeïetchev dansant Le Lac des cygnes avec Maïa Plissetskaïa à Milan en avril 1964.

Grâce à des dons naturels exceptionnels, son excellente formation, sa délicatesse innée et sa sensibilité dans la danse en duo, il devient soliste et s'avère être un partenaire indispensable pour toutes les grandes ballerines de son temps. Il danse ainsi à différentes époques avec Galina Oulanova, Maïa Plissetskaïa (son partenaire constant pendant les années 1960), Raïssa Stroutchkova, Nina Timofeïeva, Marina Kondratieva, Svetlana Adyrkhaïeva, Natalia Bessmertnova, Ekaterina Maximova, Lioudmila Semeniaka.
Galina Oulanova remarque: « J'ai eu beaucoup de partenaires, mais c'est sans doute Fadeïetchev qui avait les mains les plus sensibles. ».
En 1956, il part avec le Bolchoï en tournée à Londres, où il débute dans Giselle avec Galina Oulanova. Les critiques anglais l'appelle : « le communiste le plus aristocratique ». Il répète ce succès ensuite à Paris. En 1961, il participe aux premières tournées du Bolchoï aux États-Unis où il est le partenaire de Maïa Plissetskaïa.
En 1971, Maïa Plissetskaïa et lui sont les premiers solistes soviétiques invités à l'Opéra de Paris où ils interprètent les rôles principaux du Lac des cygnes. D'après Maïa Plissetskaïa: « La danse de Nikolaï Fadeïetchev se distingue par un rare sens du style. Cet artiste dispose d'une qualité très précieuse: la capacité de se voir de l'extérieur, de réfléchir à toute la ligne de son comportement scénique, jusque dans les moindres détails, angles, de telle ou telle pose. »
Fadeïetchev a fait des tournées dans toute l'URSS et à l'étranger: Angleterre (1956, 1958, 1964), États-Unis, Canada (1959, 1963), Cuba (1965), France (1958, 1961, 1963), Chine (1959), Italie (1964), Danemark et Norvège (1961), etc.
Il a créé le rôle de Danila dans La Fleur de pierre, de José dans Carmen Suite. Les héros de Fadeïetchev se distinguaient par le lyrisme et la masculinité, la force et l'aristocratie. Ses rôles les plus remarquables sont d'après les historiens du ballet Siegfried dans Le Lac des cygnes et Albert dans Giselle. C'est le premier danseur soviétique à avoir reçu le prix Nijinski de l'Académie de danse de Paris, en 1958: « Au plus brillant danseur académique Nikolaï Fadeïetchev, qui, défiant les lois de la gravité, est apparu le 31 mai 1958 avec le Ballet du Bolchoï sur la scène de l'Opéra de Paris dans le ballet Le Lac des Cygnes. »
Il quitte la scène en 1977 en raison d'un asthme de plus en plus important et devient pédagogue-répétiteur du Bolchoï, et l'un des professeurs les plus marquants de cette époque pour les solistes et les premiers danseurs de la troupe du Bolchoï. Il suit ainsi personnellement la carrière d'artistes les plus doués comme son fils Alexeï Fadeïetchev, Sergueï Filine qui marqua le tournant du XXe et du XXIe siècle, Andreï Ouvarov, le fougueux Nikolaï Tsiskaridzé, Rouslan Skvortsov, Artiom Ovtcharenko...
D'après Nikolaï Tsiskaridzé : « Il est devenu l'une des personnes les plus importantes de ma vie qui m'a élevé au théâtre, a fait d'un garçon un artiste. Fadeïetchev ne m'a pas permis de "mijoter dans mon propre jus", il m'a fait réfléchir et m'a développé. »
De 1993 à 1997, il est ausi professeur-répétiteur de la troupe du ballet Académie Renaissance.
Il meurt le 23 juin 2020 à Moscou d'un malaise cardiaque à 87 ans. Il est enterré dans la sépulture familiale du cimetière de Novodievitchi. En septembre 2022, un monument funéraire est inauguré en son honneur à Novodievitchi en présence de ses anciens collègues et de beaucoup d'amis,.

### Famille
- Épouse: Irina Kholina, soliste du ballet du Bolchoï entre 1966 et 1986.
- Fils: Alexeï Nikolaïevitch Fadeïetchev (né en 1960), soliste du ballet du Bolchoï entre 1978 et 1998. Artiste du peuple de la fédération de Russie en 1997.
- Fils: Alexandre Nikolaïevitch Fadeïetchev, artiste de ballet, soliste du Bolchoï.

## Distinctions
- Artiste émérite de RSFSR (15 septembre 1959)[8].
- Artiste du Peuple de RSFSR (15 septembre 1964)[9]
- Artiste du Peuple d'URSS (25 mai 1976)[10]
- Ordre de l'Honneur (5 juin 2003)[11]
- Ordre du Drapeau rouge du Travail (1971)
- Médaille « Pro Finlandia » de l'ordre du Lion de Finlande (1968, Finlande)
- Gratitude du président de la fédération de Russie (22 mars 2001)[12]
- Ier prix du festival international de la jeunesse et des étudiants à Moscou (1957)
- Prix Nijinski de l'Acaémie de danse de Paris (1958)
- Prix de la Fondation Galina-Oulanova «Pour un service désintéressé à l'art de la danse» (2004)
- Prix « L'Âme de la danse » du magazine Ballet («Балет») (dans la catégorie Maître de la danse) (2004)
- Masque d'or, prix national de théâtre «Pour sa contribution exceptionnelle au développement de l'art théâtral» (2019)